# Andreas-Hofer-Kapelle
Andreas-Hofer-Kapelle bzw. teils Andreas-Hofer-Kirche u. ä. sind die Kirchen und Kapellen, die man zu Ehren des Tiroler Freiheitskämpfers Andreas Hofer errichtet hat.
- Hofer-Gedächtniskapelle, beim Sandwirt in St. Leonhard in Passeier, Südtirol (Herz Jesu, am Geburtsort, err. 1883/84)[1][2]
- Andreas-Hofer-Gedächtniskapelle, beim Gasthof Schupfen, Mutters in Nordtirol (Herz Jesu, zum Gedenken der Bergiselschlachten, err. 1902/03)
- Neue Andreas-Hofer-Gedächtniskapelle, beim Gasthof Schupfen, Mutters in Nordtirol (err. 1959)